# Joachim Lang (Rechtswissenschaftler)
Joachim Lang (* 22. Oktober 1940 in München; † 25. September 2018) war ein deutscher Rechtswissenschaftler und Hochschullehrer an der Universität zu Köln. 

## Leben
Von 1960 bis 1965 absolvierte Joachim Lang sein Jurastudium in München, darunter bei Karl Larenz, dessen Methodenlehre ihn nachhaltig beeinflusste. Nach Referendarzeit und zweitem Staatsexamen in Bayern ging er für kurze Zeit in die Konzernrechtsabteilung einer Aktiengesellschaft.
1970 wechselte er in die nordrhein-westfälische Finanzverwaltung und zwei Jahre später in das Bundesfinanzministerium. In dieser Zeit schrieb Lang seine Dissertation über die „Systematisierung der Steuervergünstigungen“. Nach seiner Promotion nahm er 1974 das Angebot Klaus Tipkes an, sich an seinem Kölner Institut zu habilitieren. Acht Assistentenjahre später publiziert er seine Habilitationsschrift „Die Bemessungsgrundlage der Einkommensteuer“. Die hierin enthaltenen Ausführungen zur Familienbesteuerung wurden 1982 vom Bundesverfassungsgericht in seinem wegweisenden Urteil zum Ehegattensplitting herangezogen.
Nach seinem ersten Ruf an die Technische Hochschule Darmstadt übernahm er 1988 von seinem Lehrer Tipke das Institut für Steuerrecht der Universität Köln. Dort führt er Klaus Tipkes „Systematischen Grundriß des Steuerrechts“ als Lehrbuchklassiker „Tipke/Lang“ fort.
Lang war bis 2006 neben seiner Tätigkeit als Direktor des Instituts für Steuerrecht der Universität zu Köln Herausgeber der angesehenen Zeitschrift Steuer und Wirtschaft, die als wissenschaftliche Plattform für die gesamten Steuerwissenschaften dient. 2006 wurde Joachim Lang emeritiert. Seine Nachfolge als Direktor des Instituts für Steuerrecht trat Johanna Hey an. Seitdem war Lang Of-Counsel bei der Unternehmensberatung KPMG in Köln. Bis 1999 war Lang Vorsitzender der Deutschen Steuerjuristischen Gesellschaft.

## Wirken
Eines der größten Anliegen Langs war die Systematisierung des Steuerrechts. So legte er 1985 einen Reformentwurf zu Grundvorschriften des Einkommensteuergesetzes vor, der nur einen Bruchteil des geltenden Textes umfasst mit dem Ziel einer gerechten Besteuerung bei klaren und übersichtlichen Strukturen.
Er entwarf 1993 im Auftrag des Bundesfinanzministeriums ein 1700 Paragraphen starkes Gesetzbuch für alle Steuerarten, das als Modellgesetz für die osteuropäischen Staaten dienen sollte. Mit diesem Steuergesetzbuch unternahm Lang den Versuch, die Lehren der Kölner Steuerrechtsschule mit den Erkenntnissen der modernen Finanzwissenschaft zu verbinden.
Ende 1998 wurde er vom Bundesfinanzministerium als stellvertretender Vorsitzender in die Kommission zur Reform der Unternehmensbesteuerung berufen, deren „Brühler Empfehlungen“ jedoch nur teilweise im Rahmen der „Steuerreform 2000“ übernommen wurden.
Motiviert durch eine Ausschreibung der Frankfurter Humanistischen Stiftung rief Joachim Lang 2003 eine Arbeitsgruppe aus Mitgliedern der Kölner Schule zur Formulierung eines neuen Einkommensteuergesetzes zusammen. Nach zweijähriger Arbeit wurde im Februar 2005 der „Kölner Entwurf eines Einkommensteuergesetzes“ präsentiert, der im Gegensatz zu anderen Reformentwürfen für eine Einkommensteuerreform nicht ein komplett neu gestaltetes Einkommensteuersystem vorsieht, sondern das geltende Recht auf seine Grundstrukturen zurückführt. Unter den 19 eingereichten Vorschlägen gehörte der „Kölner Entwurf“ zu den vier Entwürfen, die vom Preisgericht in die engere Wahl gezogen wurden, wobei die ersten beiden Plätze dann an Joachim Mitschke und Michael Elicker gingen.
Bereits im Jahr 2004 wurde Lang zum Vorsitzenden der Kommission „Steuergesetzbuch“ ernannt, das von der Berliner „Stiftung Marktwirtschaft“ ins Leben gerufen wurde. Ihr gehören mehr als 70 Experten aus Praxis, Wirtschaft, Wissenschaft und Politik an. Ziel ist es, das deutsche Steuersystem grundlegend zu reformieren und die Einzelgesetze bis 2006 in einem Steuergesetzbuch zusammenzufassen. Der „Kölner Entwurf eines Einkommensteuergesetzes“ soll in fortentwickelter Form Bestandteil dieses Kodex werden.
Joachim Lang gehörte 2005 zu den Nominierten bei der Wahl zum „Reformer des Jahres“, verliehen durch die Frankfurter Allgemeine Sonntagszeitung
und die Initiative Neue Soziale Marktwirtschaft; Leser und Jury wählten Lang auf den zweiten Platz.
Zu Joachim Langs akademischen Schülern gehören unter anderem Roman Seer, Johanna Hey, Joachim Englisch sowie Hans-Ulrich Herrnkind.

## Schriften
- Systematisierung der Steuervergünstigungen. Ein Beitrag zur Lehre vom Steuertatbestand. Duncker und Humblot, Berlin 1974, ISBN 3-428-03086-9.
- Die Bemessungsgrundlage der Einkommensteuer. Rechtssystematische Grundlagen steuerlicher Leistungsfähigkeit im deutschen Einkommensteuerrecht. Otto Schmidt, Köln 1988, ISBN 3-504-23024-X.
- mit Klaus Tipke: Steuerrecht. 12. Auflage. Otto Schmidt, Köln 1989, 21. Auflage 2012, ISBN 978-3-504-20145-6.
- Entwurf eines Steuergesetzbuchs (= Schriftenreihe des Bundesministeriums der Finanzen. Heft 49). Hrsg. vom Bundesministerium der Finanzen, Referat Öffentlichkeitsarbeit. Stollfuss, Bonn 1993.
- Kölner Entwurf eines Einkommensteuergesetzes. Otto Schmidt, Köln 2005, ISBN 3-504-23025-8.
- mit Michael Eilfort: Strukturreform der deutschen Ertragsteuern. Bericht über die Arbeit und Entwürfe der Kommission „Steuergesetzbuch“ der Stiftung Marktwirtschaft. Olzog, München 2013, ISBN 978-3-7892-8212-6.